# Shola Jimoh
Olusola „Shola” Jimoh (ur. 8 kwietnia 2008 w Newcastle upon Tyne) – kanadyjski piłkarz z obywatelstwem brytyjskim występujący na pozycji skrzydłowego, od 2024 roku zawodnik York United.